# باشگاه ورزشی آ اس ترنچین
باشگاه ورزشی آ اس ترنچین (اسلواکی: AS Trenčín) یک باشگاه ورزشی است که در ترنچین در اسلواکی پایه‌گذاری شده است.

## بازیکنان سرشناس پیشین
- لئون بیلی
- روبن گابریل
- فیلیپ هولاسکو
- دوشان کیوچیاک
- اوچه نووفور
- امیل پاژیسکی
- مارتین اشکرتل